# Iberochondrostoma
Iberochondrostoma és un gènere de peixos de la família dels ciprínids i de l'ordre dels cipriniformes.

## Taxonomia
- Iberochondrostoma almacai (Coelho, Mesquita & Collares-Pereira, 2005)[2]
- Iberochondrostoma lemmingii (Steindachner, 1866)[3]
- Iberochondrostoma lusitanicum (Collares-Pereira, 1980)[4]
- Iberochondrostoma oretanum (Doadrio & Carmona, 2003)[5][6][7]